# 950-es évek
Századok: 9. század – 10. század – 11. század
Évtizedek: 900-as évek – 910-es évek – 920-as évek – 930-as évek – 940-es évek – 950-es évek – 960-as évek – 970-es évek – 980-as évek – 990-es évek – 1000-es évek
Évek: 950 951 952 953 954 955 956 957 958 959

## Államok vezetői
- Falicsi magyar fejedelem (Magyar Fejedelemség) (947–955† )
- Taksony magyar fejedelem (Magyar Fejedelemség) (955–971† )